# Líquido seminal

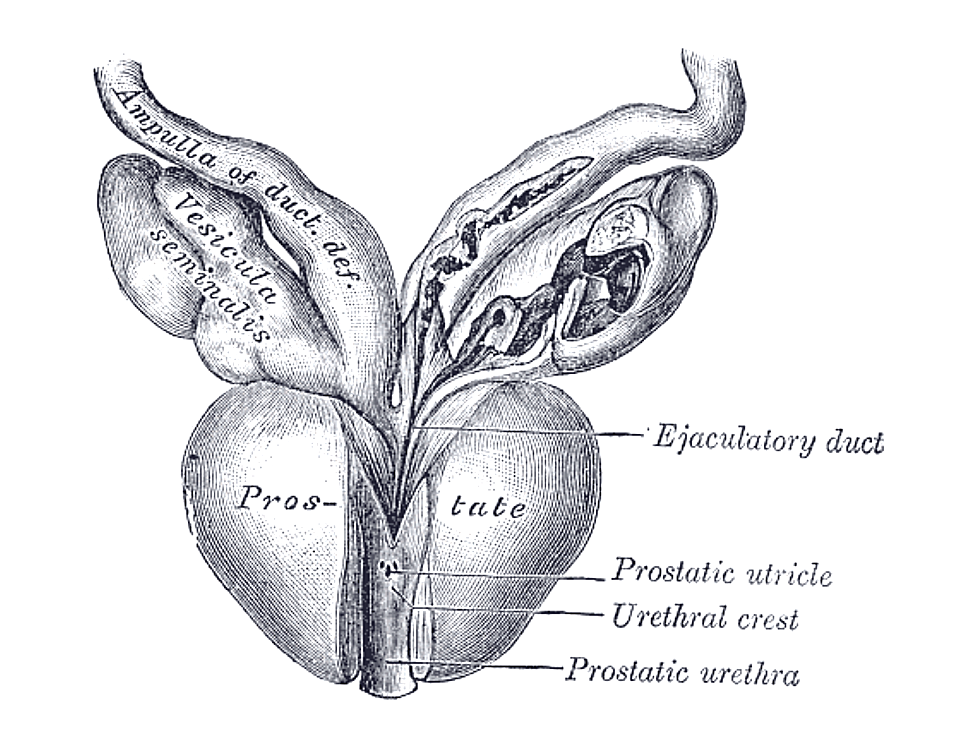
Vesícula seminal, ducto ejaculador e próstata (face posterior)

O líquido seminal é a parte do sêmen sem espermatozoides, compondo-se por secreções da vesícula seminal (80%), próstata e glândula bulbouretral, além de muito escasso componente proveniente do epidídimo e testículos.
O plasma seminal dos humanos contém um complexo de componentes orgânicos e inorgânicos.
O plasma seminal fornece um meio nutritivo e protegido para os espermatozoides produzidos no testículo durante as suas jornadas até o trato reprodutivo feminino.
Podendo conter espermatozoides em alguns casos.